# Schwedenstein (Northen)

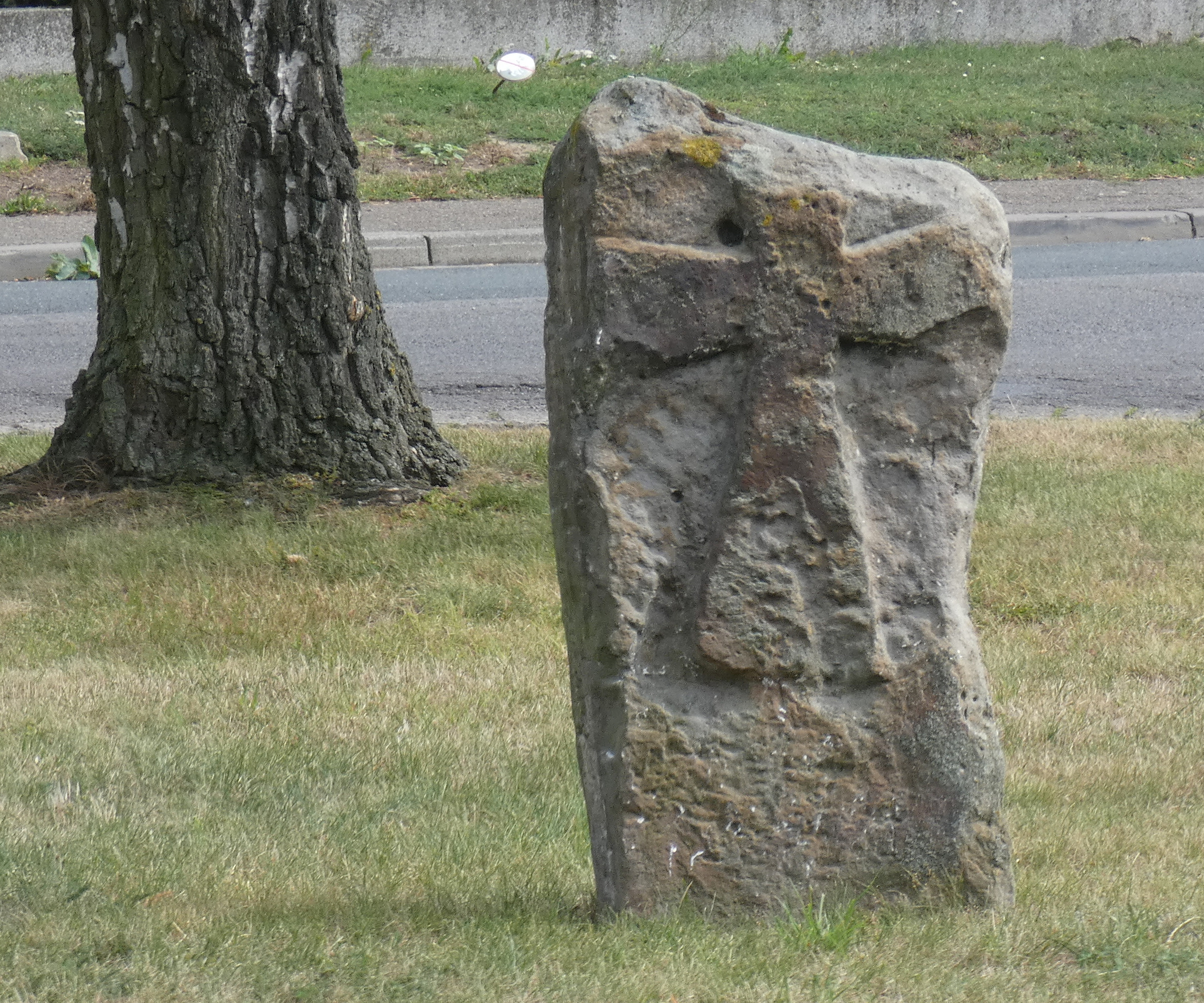
Der Northener Schwedenstein

Der sogenannte Schwedenstein ist ein Kreuzstein in Northen, einem Stadtteil von Gehrden in der Region Hannover in Niedersachsen. Er ist einer der wenigen im früheren Landkreis Hannover erhaltenen Kreuzsteine und steht unter Denkmalschutz.

## Standort
Der Schwedenstein steht am südlichen Ortsende von Northen auf einer kleinen Grünfläche gegenüber dem alten Friedhof des Ortes an der Hannoverschen Straße, der Kreisstraße 230 von Lenthe nach Everloh.
Bis 1830 stand der Stein östlich von Northen an einem Feldweg in Richtung zum Benther Berg neben einer mächtigen alten Linde. Der heutige Benther-Berg-Weg war der Kirchweg von Northen nach Ronnenberg bevor Northen im Jahr 1892 nach Lenthe umgepfarrt wurde. Im Jahr 1830, oder erst bei der Verkoppelung zwischen 1850 und 1856 wurde der Stein an den Dorfrand versetzt.
Hier stand der Stein links am Grabenrand an der Straße nach Lenthe nahe dem 1892 errichteten Gasthaus Lampe, bis er beim Ausbau der Kreisstraße an seinen heutigen Standort versetzt wurde. Die neben dem Schwedenstein mit einer Birke bestandene Grünfläche war früher Teil des alten Friedhofs von Northen.

## Beschreibung

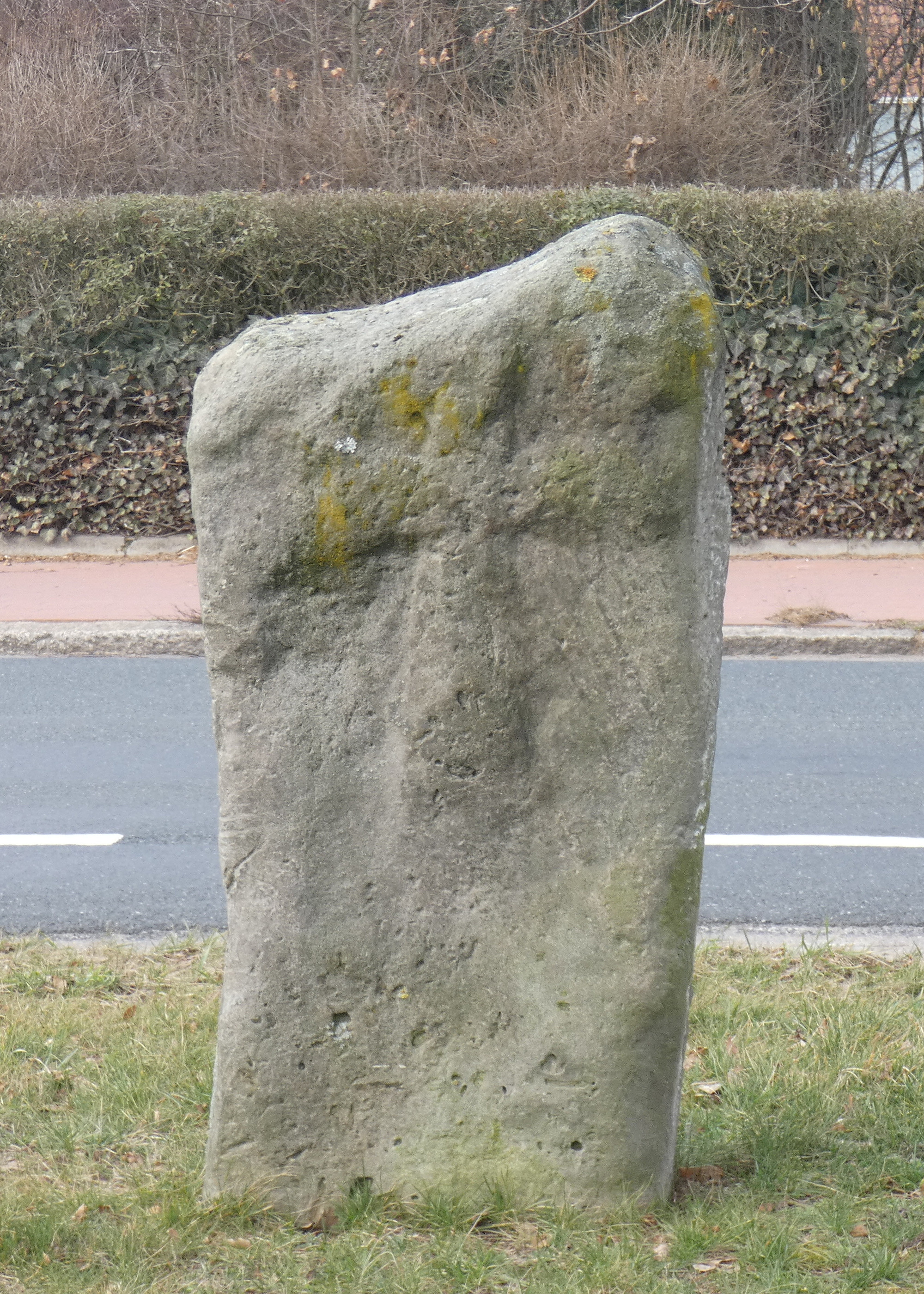
Die Rückseite des Schwedensteins

Der aus Sandstein gefertigte Kreuzstein hat eine Höhe von 113 cm, eine Breite von 58 cm und ist 25 cm dick. Auf Vorderseite zeigt der Stein ein 4 cm hervorstehendes lateinisches Tatzenkreuz mit einer Längsbalkenlänge von 63 cm und einer Querbalkenlänge von 53 cm. Die Kreuzbalken haben im Kreuzungsfeld eine Breite von 12 cm, am Schaftfuß von 26 cm und an den übrigen Balkenenden von 17 cm. Die Rückseite zeigt ein ähnliches, aber vermutlich weniger stark herausgearbeitetes und stark verwittertes Kreuz. Die Oberkante des Steins ist durch Abwetzung abgeschrägt, womöglich durch mittelalterliche Hieb- und Stichwaffen. In früheren Jahren wurde das der Straße zugewandte Kreuz durch Bemalung mit schwarzer Farbe hervorgehoben.

## Sagen
Zum Schwedenstein gibt es zwei sagenhafte Überlieferungen.
Nach der einen markierte der Stein den Ort des alten Northener Tieplatzes an seinem Standort bis 1830 bei der alten Linde. Gegen diese Deutung spricht die Lage des Platzes inmitten von Ackerflächen.
Nach der anderen Überlieferung soll ein verwundeter dänischer, oder im Volksmund schwedischer Offizier im Jahr 1625 nach der Schlacht bei Seelze am ursprünglichen Standort des Kreuzsteins am Benther Berg gestorben sein. Daher stamme der Name Schwedenstein. Diese in ähnlicher Form auch zu anderen Kreuzsteinen verbreitete Geschichte erklärt die Gründe für die Anfertigung des Kreuzsteins nicht korrekt. Vielmehr dürfte der Stein, wie es bis in das 16. Jahrhundert üblich war, also lange vor dem Dreißigjährigen Krieg, als Sühnestein oder zur Erinnerung an ein Verbrechen oder einen schweren Unfall aufgestellt worden sein. Der Kreuzstein könnte danach im Krieg zum Soldatengrab umfunktioniert worden sein.